# أحمد سامي (مدرب كرة قدم)
أحمد سامي (مواليد 1 يناير 1973) هو لاعب كرة قدم مصري سابق ومدرب حالي، يدرب حالياً نادي سموحه

## مشواره التدريبي
بدأ أحمد سامي مشواره التدريبي مع نادي طلائع الجيش في موسم 2016-2017.وفي موسم 2018-2019 أنتقل لتدريب فريق النجوم وفي موسم 2019-2020 أنتقل لتدريب فريق نادي طنطا وأستمر معهم لمدة أسبوع واحد فقط. لينتقل لتدريب نادي سموحة. وأستطاع الحصول معهم على المركز الخامس. ثم انتقل سامي ليكون مديراً فنياً إلى نادي سيراميكا كليوبترا موسم 2021-2022
نجح أحمد سامي في في تأهيل وتطوير بعض اللاعبين مثل مروان حمدي وحسين فيصل الذين أنضموا إلى قائمة المنتخب المصري بالأضافة إلى مصطفى فتحي الذي كان تراجع مستواه لكنه تألق مع نادي سموحة ليعود مرة أخرى لنادي الزمالك.